# Andsko-ekvatorijalni jezici
Andsko-ekvatorijalni jezici, velika porodica indijanskih jezika čija je osnovna podjela na andske i ekvatorijalne jezike. Charles A. Zisa (1970) dijeli ju na uže porodice Macro-tucanoan, arawakan, tupi-guarani, yuracarean, otomacan, cariri, mocoan, salivan, cayuvavan, trumaian, guahibo-pamigua, zamucoan, timotean, jivaran, tuyunerian i andean.

## Vanjske poveznice
- Andean-Equatorial Macro-Phylum[neaktivna poveznica]
- Andean-Equatorial Language Family
- u South American Indian languages[neaktivna poveznica]